# Roland Gäbler
Roland Gäbler (9 de outubro de 1964) é um velejador alemão, medalhista olímpico. Ele competiu nos Jogos Olímpicos de Verão de 2000 na classe Tornado e conquistou a medalha de bronze, ao lado de René Schwall.
Roland Gäbler cresceu em Bremen, onde começou a navegar no rio Weser. Seu talento para a vela foi promovido por seus pais, que lhe compraram um velho Laser. Aos 14 anos disputou sua primeira regata, um ano depois venceu sua primeira competição de vela. Durante sua carreira no bote Laser, Gäbler venceu dois campeonatos europeus e quatorze campeonatos internacionais.